# Lăng Xương Thọ
Lăng Xương Thọ (chữ Nho: 昌壽陵) hay lăng Từ Dụ là lăng mộ của Nghi Thiên Chương Hoàng hậu Phạm Thị Hằng (1810-1901), hay còn gọi là Từ Dụ thái hậu, vợ của vua Thiệu Trị, thân mẫu vua Tự Đức. Lăng nằm trong quần thể lăng Thiệu Trị, thuộc địa bàn thôn Cư Chánh, phường Thủy Bằng, quận Thuận Hóa, thành phố Huế.

## Lịch sử
Năm 1901, mùng 5 tháng 4 (tức 22 tháng 5 năm 1901), Thái thái hoàng thái hậu Từ Dụ qua đời, thọ 91 tuổi. Ngày 6, đặt án cúng ở cung Gia Thọ, mỗi ngày tế điện ba lần. Hôm ấy tế điện buổi sáng, vua đích thân tới làm lễ, trở đi sai tôn tước luân phiên làm lễ. Ngày 27, xây dựng sơn lăng. Trước là trong niên hiệu Tự Đức đã cho xây thạch thất huyền cung và thành gạch ba mặt trong Vạn niên đại cát cục bên trái Xương lăng (ở sơn phận xã Cư Chính huyện Hương Trà), đều đã xây xong, đến lúc ấy vua cử Thống chưởng Nhất vệ kinh binh Nguyễn Phúc Hồng Đơn đi chỉnh lý đôn đá giường đá và tường thành, tuân chiểu quy thức lăng Hiếu Đông mà làm.
Tháng 5, đem ngày ninh lăng bố cáo cho trong ngoài. Ngày 10 tháng 05 âm lịch, triều đình Huế dâng tôn thụy cho Thái Thái Hoàng thái hậu là Nghi Thiên Tán Thánh Từ Dụ Bác Huệ Trai Túc Tuệ Đạt Thọ Đức Nhân Công Chương hoàng hậu. Ngày 22 tháng 05 âm lịch (tức 07 tháng 07 năm 1901), triều đình cử hành đại lễ Ninh lăng cho bà. Ngày 19, đề thần vị ở thái điện tôn cung, hôm ấy khải cáo trước án cúng. Hôm sau hữu ty phóng bảy tiếng pháo, quan tài của bà được chuyển ra cung Gia Thọ, vua Thành Thái cùng Hoàng thái hậu đến đưa tiễn, rồi đưa quan tài về chôn ở huyền cung bên trái Xương lăng (lăng Thiệu Trị), đặt tên lăng là Xương Thọ, đặt bài vị của bà ở điện Lương Khiêm trong Khiêm lăng. Lễ xong, bài vị của bà được thờ ở Biểu Đức điện trong Xương Lăng, được thờ ở Thế Miếu trong Hoàng thành Huế.
Hiện lăng tọa lạc tại chân núi Thuận Đạo, thuộc làng Cư Chánh,  phường Thủy Bằng, quận Thuận Hóa, thành phố Huế, cách Kinh thành Huế chừng 8 km. 
Năm 1983, lăng mộ của bà bị 6 người trộm mộ đào phá, và đã lấy đi 18 (hay 19) báu vật. Sau khi bắt được người ăn trộm, thu hồi được số báu vật; thì người ta lại đem số các vật ấy đi "hóa nghiệm" theo quyết định của tòa án ngày 26 tháng 12 năm 1988, để sung vào công quỹ.
Năm 2023, thông qua Quỹ Bảo tồn di sản Huế, con cháu của bà Từ Dụ đã tài trợ hơn 6,9 tỉ đồng để trùng tu lăng mộ Hoàng thái hậu Từ Dụ. Công trình hoàn thành trùng tu vào năm 2024.

## Kiến trúc
Cấu trúc lăng khá đơn giản. Phía trước có hồ bán nguyệt, sau là 3 tầng sân tế. Bửu thành gồm 2 lớp hình chữ nhật lồng vào nhau. Lần tường ngoài cao 3,6m, chu vi 89,4m; lần tường trong cao 2,65m, chu vi 60,5m; trước sau đều có bình phong che chắn, cánh cửa làm bằng đồng. Bửu phong xây kiểu thạch thất như lăng Gia Long.